# Kalná Roztoka
Kalná Roztoka es un municipio del distrito de Snina en la región de Prešov, Eslovaquia, con una población estimada a final del año 2024 de 510 habitantes.
Se encuentra ubicado al este de la región, en el valle del río Cirocha (cuenca hidrográfica del río Tisza) y cerca de la frontera con Ucrania.

## Demografía
| Año        | 1994 | 2004     | 2014    | 2024     |
| ---------- | ---- | -------- | ------- | -------- |
| Población  | 694  | 604      | 570     | 510      |
| Diferencia |      | −12,96 % | −5,62 % | −10,52 % |

| Año        | 2023 | 2024    |
| ---------- | ---- | ------- |
| Población  | 516  | 510     |
| Diferencia |      | −1,16 % |